# 迈门辛沙达尔乌帕齐拉
迈门辛沙达尔是孟加拉国的一个乌帕齐拉，位於迈门辛专区的迈门辛县。

## 人口
據1991年孟加拉國人口普查，邁門辛沙達爾共有人口566368人，其中男性佔比52.18%，女性47.82%；成年人口284112人。該地7歲以上人口之平均識字率為37%。